# فرو ریختن پل متروی مکزیکوسیتی
در ۳ مه ۲۰۲۱ در ساعت ۲۲:۲۵ منطقه زمانی مرکزی، یک قسمت مرتفع در خط ۱۲ متروی مکزیکو سیتی بین ایستگاه‌های Olivos و Tezonco در مکزیکو سیتی، مکزیک فرو ریخت. دست کم ۲۳ نفر در اثر سقوط پل و قطار در جاده زیرش کشته شدند. خط ۱۲ در سال ۲۰۱۲ افتتاح شد و جدیدترین خط در این سیستم است.
خط ۱۲ در سال ۲۰۱۲ افتتاح شد، جدیدترین خط در سیستم است. از زمان افتتاح این خط، مشکلات فنی و ساختاری را ارائه داده‌است که منجر به بسته شدن جزئی بخشهای مرتفع در محل وقوع حادثه در سالهای ۲۰۱۴ و ۲۰۱۵ شد. زمین لرزه Mw7.1 در سال ۲۰۱۷ به دهانه آسیب بیشتری وارد کرد و اگرچه در عرض چند ماه ترمیم شد، اما ساکنان محلی گزارش دادند که هنوز مشکلات پس از سالها وجود دارد.